# Trento (província autónoma)
A província autónoma de Trento (Trentino / Welschtirol / Tirolo Italiano) é uma província italiana da região do Trentino-Alto Adige com cerca de 520 000 habitantes. Está dividida em 223 comunas, sendo a capital Trento.
Fazia parte, juntamente com a atual província de Bolzano (Südtirol), do Império Austro-Húngaro até o fim da Primeira Guerra Mundial. Fez parte do domínio austríaco de 1363 até 1918. É uma das três províncias que compõem o Tirol Histórico e pertence à Região Europeia do Tirol (Euregio).
Faz fronteira a norte com a província autónoma de Bolzano, a este e a sul com a região do Vêneto (província de Belluno, província de Vicenza, província de Verona) e a oeste com a região da Lombardia (província de Bréscia, província de Sondrio).